# Sergen Yalçın
Sergen Yalçın Ali Riza (ur. 5 października 1972 w Stambule) – turecki piłkarz występujący na pozycji ofensywnego pomocnika.

## Kariera klubowa
Sergen Yalçın zawodową karierę rozpoczynał w 1991 roku w Beşiktaşu JK, w barwach którego wystąpił w 136 ligowych pojedynkach i strzelił 43 gole. Następnie przez dwa sezony reprezentował barwy İstanbulsporu, gdzie rozegrał 36 meczów i zdobył czternaście bramek. W późniejszym czasie był wypożyczany do Fenerbahçe SK, Galatasaray SK, Trabzonsporu oraz ponownie do Galatasaray. W 2002 roku powrócił do Beşiktaşu, barwy którego reprezentował do 2006 roku. Następnie Yalçın był zawodnikiem Etimesgut Şekerspor i Eskişehirspor, po czym zakończył karierę.

## Kariera reprezentacyjna
W reprezentacji Turcji zadebiutował w 1996 roku. Dla drużyny narodowej rozegrał łącznie 37 spotkań i zdobył pięć bramek. Był uczestnikiem Mistrzostw Europy 1996 i Mistrzostw Europy 2000, na których wraz z reprezentacją dotarł do ćwierćfinału.

## Sukcesy
- Beşiktaş JK
  - Mistrzostwo Turcji: 1992, 1995, 2003
  - Puchar Turcji: 1994, 2006
- Galatasaray SK
  - Mistrzostwo Turcji: 2002
  - Puchar Turcji: 2000
- Reprezentacja Turcji
  - ćwierćfinał Euro 2000